# Pivovar Slavičín-Hrádek
Pivovar Slavičín-Hrádek stával v dříve samostatné obci Hrádek, která je dnes místní částí Slavičína.

## Historie
Pivovar je poprvé zmiňován roku 1653. V té době se zde vařilo asi 200 věder piva ročně. Pivovar zanikl po roce 1843. V roce 1874 odkoupila obec Hrádek pozemek pivovaru a vybudovala zde školu.
Poblíž původní budovy zaniklého pivovaru byl v roce 2013 vybudován nový Pivovar Hrádek.